# Illja Zabarnyj
Illja Borysovytsj Zabarnyj (Oekraïens: Ілля Борисович Забарний) (Kiev, 1 september 2002) is een Oekraïens voetballer die doorgaans als centrale verdediger speelt. Hij verruilde Dynamo Kiev in januari 2023 voor Bournemouth. Zabarnyj debuteerde in 2020 in het Oekraïens voetbalelftal.

## Clubcarrière
Zabarnyj werd geboren in Kiev en opgeleid in de jeugdopleiding van Dynamo Kiev. Nadat hij al een paar keer op de bank had gezeten bij het eerste team, werd hij in de voorbereiding van seizoen 2020/21 bij de selectie gehaald. Zabarnyj debuteerde op 11 september 2020 in de Oekraïense competitie, tegen Desna Tsjernihiv. Hij begon de rest van het seizoen vrijwel iedere wedstrijd in de basis. Zijn ploeggenoten en hij wonnen dat jaar zowel het landskampioenschap als de nationale beker. Daarnaast speelde hij ook zijn eerste wedstrijden in de Champions League, tegen Juventus, FC Barcelona en Ferencváros. Tijdens Zabarnyjs tweede jaar in de hoofdmacht van Dynamo werd de competitie voortijdig stopgezet vanwege de Russische invasie van Oekraïne. Hij speelde daarna nog het eerste halfjaar van seizoen 2022/23 in Oekraïne.
Zabarnyj tekende in januari 2023 voor 5,5 jaar bij Bournemouth. Dat betaalde circa 23 miljoen euro voor hem aan Dynamo Kiev.

## Interlandcarrière
Zabarnyj maakte deel uit van verschillende Oekraïense nationale jeugdselecties, maar speelde daarmee nooit op een eindtoernooi. Hij debuteerde op 7 oktober 2020 in het Oekraïens voetbalelftal, in een oefeninterland tegen Frankrijk. Bondscoach Andrij Sjevtsjenko nam Zabarnyj in 2021 mee naar het EK 2020. Hierop speelde hij alle vijf de wedstrijden van zijn team van begin tot eind. Zijn landgenoten en hij wisten zich niet te kwalificeren voor het WK 2022. Ze bereikten wel de finale van de play-offs, maar verloren hierin van Wales. Zabarnyj werd in mei 2024 door bondscoach Serhij Rebrov opgenomen in de Oekraïense selectie voor het EK 2024 in Duitsland. Oekraïne werd in de groepsfase uitgeschakeld na een nederlaag tegen Roemenië (3–0), een overwinning tegen Slowakije (1–2) en een gelijkspel tegen België (0–0). Zabarnyj kwam in iedere wedstrijd in actie.

## Erelijst
| Kampioen Premjer Liha | 1x | 2020/21 |
| Beker van Oekraïne    | 1x | 2020/21 |